# 1 O'Connell Street
Il 1 O'Connell Street è un grattacielo di Sydney in Australia.

## Storia
I lavori di costruzione dell'edificio, progettato dallo studio di architettura Peddle Thorp Walker, sono stati ultimati nel 1991. L'edificio è proprietà del fondo d'investimento APPF Commercial, gestito dal gruppo australiano Lendlease.

## Descrizione
L'edificio sorge nel CBD di Sydney e presenta un'altezza di 166 metri.

## Galleria d'immagini

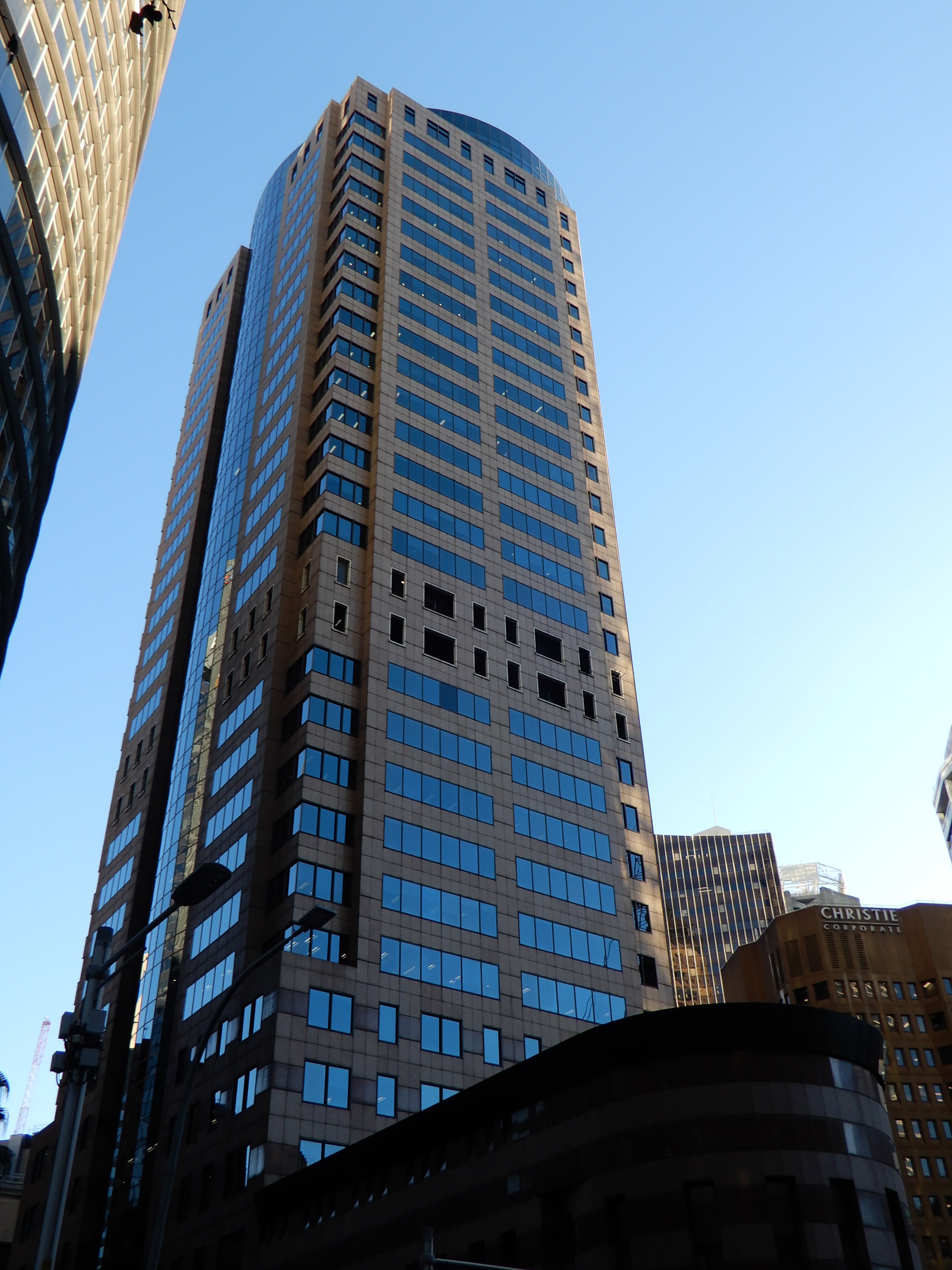
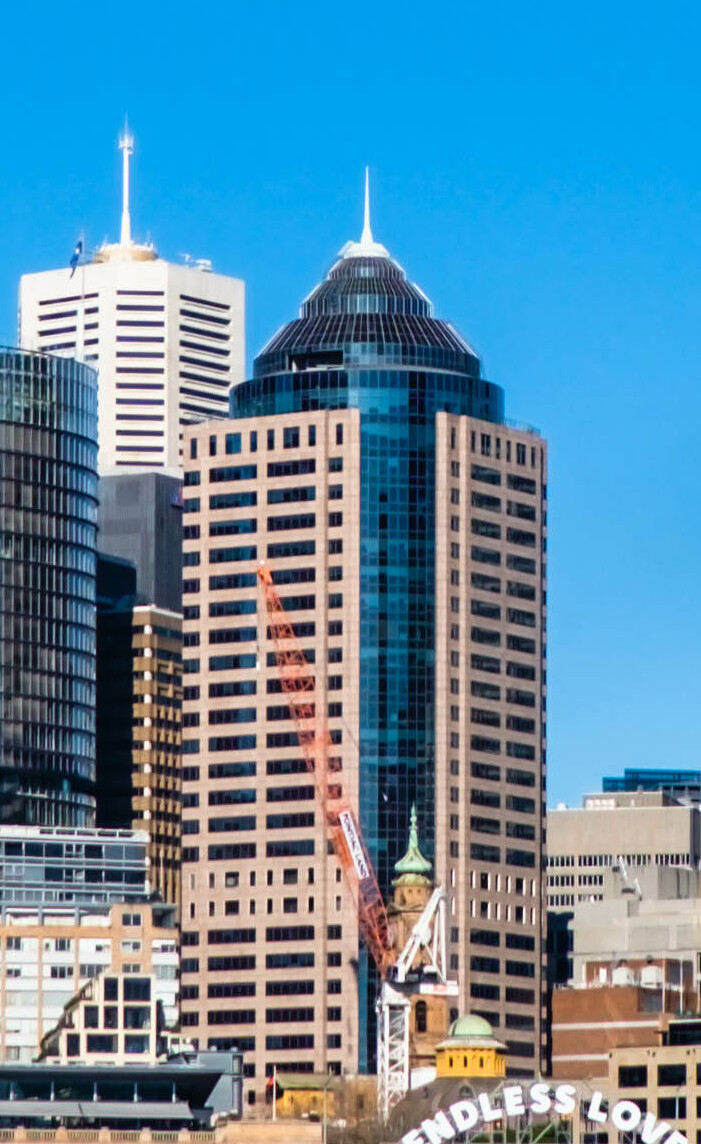
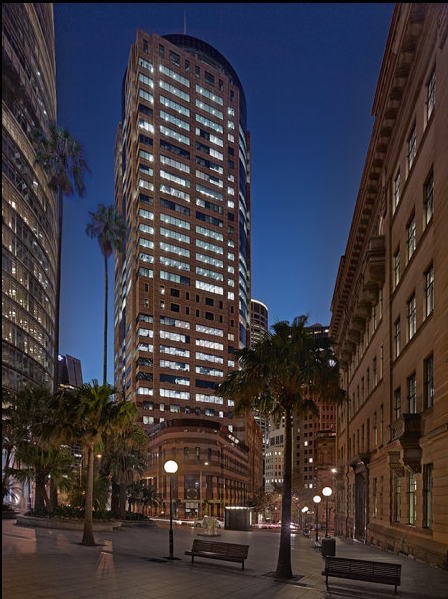